# Reginald Barclay
Reginald Barclay is een personage uit de televisieserie Star Trek: The Next Generation. Barclay werd gespeeld door Dwight Schultz.
Reginald Barclay werkte eerst op de USS Zhukov NCC-26136. Hij kwam aan boord van de USS Enterprise NCC-1701D in 2366, als expert in diagnostische systemen. Hij kwam te werken onder Geordi La Forge. Hij was een zeer intelligent en getalenteerd werker, maar hij was ook erg verlegen en voelde zich niet op zijn gemak bij sociale gelegenheden. Om dit te compenseren maakte hij uitgebreide fantasiewerelden op het holodeck.
In 2367 werd Barclay blootgesteld aan de straling van een Cytheriaanse ruimtesonde. Hierdoor nam zijn IQ spectaculair toe tot een waarde van meer dan 1000. Met zijn nieuwe kennis nam hij het bevel over de Enterprise en ontwierp hij een nieuwe warp-aandrijving. Hiermee kon het schip een voorheen onmogelijk bereikbare snelheid halen. Later bleek dat Barclay onder controle van de Cytherianen stond. Deze hoogontwikkelde beschaving onderzocht de ruimte op een geheel eigen manier: zij haalden andere volken naar hun planeet, in plaats van zelf de ruimte in te trekken. Na kennismaking en uitwisseling van gegevens werd de Enterprise weer teruggestuurd, waarna Barclay's IQ weer terugzakte naar zijn normale niveau.
Barclay was ook als de dood voor transporters en had tot 2369 het gebruik van zo'n apparaat altijd weten te voorkomen. Maar in dat jaar moest hij bij een reddingsmissie toch van de machine gebruikmaken. Hierbij ontdekte hij ruimtemicroben in de transporterenergie. Door logisch redeneren kon hij hierdoor uiteindelijk de overlevenden van de USS Yosemite NCC-19002 redden, die in de een materie/energiewolk gevangen zaten.